# Euryglossina stygica
Euryglossina stygica är en biart som beskrevs av Exley 1968. Euryglossina stygica ingår i släktet Euryglossina och familjen korttungebin. Inga underarter finns listade i Catalogue of Life.

## Bildgalleri

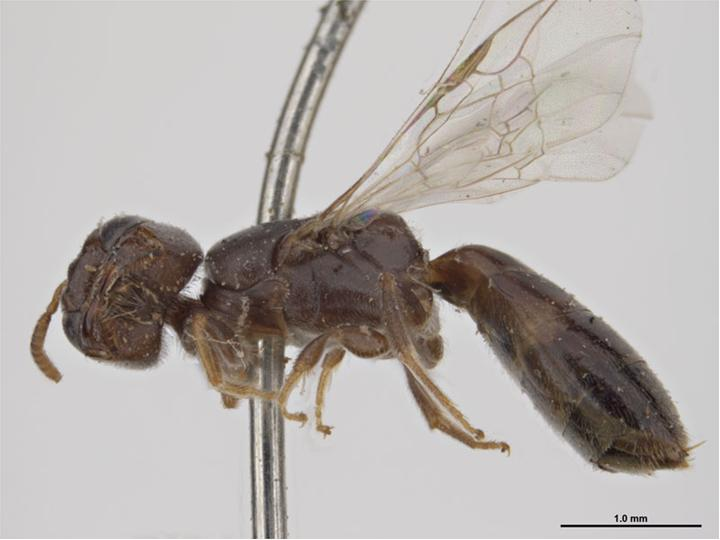